# Miranshah
Miranshah ou Miran Shah (en ourdou : میران شاہ) est la principale ville du Waziristan du Nord.

## Insurrection islamiste
Miranshah est située au cœur du conflit armé du Nord-Ouest du Pakistan qui a débuté dans le Waziristan.